# Bariera graniczna
Bariera graniczna – ogrodzenie biegnące wzdłuż granicy międzynarodowej. Są one zwykle budowane w celu usprawnienia kontroli granicy, a więc aby ograniczyć nielegalną imigrację, handel ludźmi i przemyt. W przypadku niejasności lub roszczeń terytorialnych, wzniesienie bariery granicznej może służyć jako jednostronne narzucenie rozwiązania sporu.
Przykładami barier granicznych mogą być Wielki Mur Chiński – seria murów obronnych chroniących Chiny przed najazdami nomadycznych ludów z Wielkiego Stepu oraz współczesna bariera na granicy meksykańsko-amerykańskiej.
Liczba wznoszonych barier wyraźnie wzrosła w XXI wieku. Połowa barier wzniesionych po drugiej wojnie światowej była zbudowana w okresie pomiędzy rokiem 2000 a 2014 rokiem.

## Lista współczesnych barier granicznych

Bariery graniczne na mapie świata (2013)

| Nazwa                                     | Kraj                             | Data ukończenia budowy                   | Długość [km] | Cel wzniesienia bariery                                                          |
| ----------------------------------------- | -------------------------------- | ---------------------------------------- | ------------ | -------------------------------------------------------------------------------- |
| Bariera Polska-Białoruś                   | Polska                           | 2022                                     | 180          | Ograniczenie nielegalnej imigracji                                               |
| Argentyna-Paragwaj                        | Argentyna                        | w trakcie budowy                         | –            | Ograniczenie nielegalnej imigracji i handlu oraz przemytu narkotyków             |
| Belize-Gwatemala                          | Belize                           | planowana                                | –            | Terytorium sporne i ograniczenie nielegalnej imigracji                           |
| Botswana/Zimbabwe                         | Botswana, Zimbabwe               | 2003                                     | 500          | Ograniczenie nielegalnej imigracji                                               |
| Brunei/Limbang                            | Brunei, Malezja                  | 2005                                     | 20           | Ograniczenie nielegalnej imigracji                                               |
| Bułgaria/Turcja                           | Bułgaria                         | 2014                                     | 80           | Ograniczenie nielegalnej imigracji                                               |
| Bariera graniczna w Ceucie                | Hiszpania                        | 2001                                     | 8            | Ograniczenie nielegalnej imigracji                                               |
| Mur marokański                            | Maroko                           | 1987                                     | 2700         | Strefa konfliktu militarnego                                                     |
| Chiny/Hong Kong                           | Hong Kong (Brytyjski)            | 1949                                     | 32           | Ograniczenie nielegalnej imigracji                                               |
| Kostaryka/Nikaragua                       | Kostaryka                        | planowana                                | –            | Ograniczenie nielegalnej imigracji                                               |
| Płot na granicy Chińsko-Koreańskiej       | Chiny, Korea Północna            | w trakcie budowy                         | 1416         | Ograniczenie nielegalnej imigracji                                               |
| Bariera Egipt-Gaza                        | Egipt                            | 1979, podziemna bariera w trakcie budowy | 3,1          | Ograniczenie nielegalnej imigracji i terroryzmu                                  |
| Bariera Izrael-Gaza                       | Izrael                           | 1994                                     | 60           | Ograniczenie nielegalnej imigracji i terroryzmu                                  |
| Bariera Izrael-Zachodni Brzeg             | Izrael                           | w trakcie budowy                         | 708          | Ograniczenie nielegalnej imigracji i terroryzmu                                  |
| Płot Izrael-Jordania                      | Izrael                           | w trakcie budowy                         | 30           | Ograniczenie nielegalnej imigracji i terroryzmu                                  |
| Płot Izrael-Liban                         | Izrael                           | 2001                                     | 79           | Ograniczenie nielegalnej imigracji i terroryzmu                                  |
| Płot Izrael-Egipt                         | Izrael, Egipt                    | 2013                                     | 240          | Ograniczenie nielegalnej imigracji i terroryzmu                                  |
| Płot Izrael-Syria                         | Izrael                           |                                          | 103          | Ograniczenie nielegalnej imigracji i terroryzmu                                  |
| Bariera Estonia-Rosja                     | Estonia                          | planowany                                | 136          | Zabezpieczenie przed inwazją Rosji, ograniczenie nielegalnego handlu i imigracji |
| Płot Łotwa-Rosja                          | Łotwa                            | 2019                                     | 93           | Ograniczenie nielegalnej imigracji                                               |
| Bariera Macedonia-Grecja                  | Macedonia                        | 2015                                     | 30           | Ograniczenie nielegalnej imigracji                                               |
| Płot Grecja-Turcja                        | Grecja                           | 2012                                     | 10,5         | Ograniczenie nielegalnej imigracji                                               |
| Malezja/Tajlandia                         | Tajlandia, Malezja               | planowany                                | 650          | Ograniczenie terroryzmu                                                          |
| Bariera graniczna Melilla                 | Hiszpania                        | 1998                                     | 11           | Ograniczenie nielegalnej imigracji                                               |
| Bariera Węgry–Serbia                      | Węgry                            | 2015                                     | 175          | Ograniczenie nielegalnej imigracji                                               |
| Bariera Austria-Węgry                     | Austria                          | planowana                                | 100          | Ograniczenie nielegalnej imigracji                                               |
| Płot Austria-Słowenia                     | Austria                          | 2015                                     | 3,7          | Ograniczenie nielegalnej imigracji                                               |
| Bariera Węgry-Chorwacja                   | Węgry                            | 2015                                     | 41           | Ograniczenie nielegalnej imigracji                                               |
| Bariera Indie-Bangladesz                  | Indie                            | w trakcie budowy                         | 3268         | Ograniczenie nielegalnej imigracji                                               |
| Bariera Indie-Mjanma                      | Indie                            | w trakcie budowy                         | 1624         | Ograniczenie przemytu narkotyków i terroryzmu                                    |
| Bariera Indie-Pakistan                    | Indie                            | 2004                                     | 550          | Terytorium sporne, ograniczenie terroryzmu                                       |
| Bariera Iran-Pakistan                     | Iran                             | w trakcie budowy                         | 700          | Ograniczenie przemytu narkotyków                                                 |
| Bariera Turcja-Syria                      | Turcja                           | w trakcie budowy                         | –            | Strefa konfliktu militarnego, ograniczenie przemytu i nielegalnej imigracji      |
| Bariera Kazachsko-Uzbekistańska           | Kazachstan, Uzbekistan           | 2006                                     | 45           | Ograniczenie przemytu narkotyków                                                 |
| Koreańska strefa zdemilitaryzowana        | Korea Północna, Korea Południowa | 1953                                     | 248          | Strefa konfliktu militarnego                                                     |
| Park Narodowy Krugera                     | RPA, Mozambik                    | 2012                                     | 150          | Ograniczenie nielegalnej imigracji i kłusownictwa                                |
| Bariera RPA-Zimbabwe                      | RPA                              | 1986                                     | 225          | Ograniczenie nielegalnej imigracji i przemytu narkotyków oraz broni              |
| Bariera Kuwejt-Irak                       | Kuwejt, Irak                     | 1991                                     | 193          | Strefa konfliktu militarnego                                                     |
| Bariera Pakistan-Afganistan               | Pakistan                         | w trakcie budowy                         | 2400         | Ograniczenie terroryzmu                                                          |
| Bariera Saudyjsko-Jemeńska                | Arabia Saudyjska                 | 2004                                     | 75           | Ograniczenie nielegalnej imigracji                                               |
| Bariera Saudyjsko-Iracka                  | Arabia Saudyjska                 | 2014                                     | 900          | Strefa konfliktu militarnego i ograniczenie nielegalnej imigracji                |
| Bariera Słoweńsko-Chorwacka               | Słowenia                         | w trakcie budowy                         | N/A          | Ograniczenie nielegalnej imigracji                                               |
| Bariera Uzbecko-Turkmenistańska           | Turkmenistan, Uzbekistan         | 2001                                     | 1700         | Ograniczenie nielegalnej imigracji                                               |
| Bariera Ukraińsko-Rosyjska                | Ukraina, Rosja                   | w trakcie budowy                         | 2000         | Strefa konfliktu militarnego i ograniczenie przemytu broni                       |
| Bariera Tunezja-Libia                     | Tunezja                          | 2016                                     | 200          | Ograniczenie terroryzmu                                                          |
| Bariera Zjednoczone Emiraty Arabskie-Oman | Zjednoczone Emiraty Arabskie     | w trakcie budowy                         | 410          | Ograniczenie nielegalnej imigracji                                               |
| Bariera USA-Meksyk                        | USA                              | w trakcie budowy                         | 3360         | Ograniczenie nielegalnej imigracji i przemytu narkotyków                         |
| Bariera Uzbecko-Afganistańska             | Uzbekistan, Afganistan           | 2001                                     | 209          | Ograniczenie nielegalnej imigracji                                               |
| Bariera Uzbecko-Kirgistańska              | Uzbekistan, Kirgistan            | 1999                                     | 870          | Strefa konfliktu militarnego                                                     |